# Cynoglossum alpestre
Cynoglossum alpestre är en strävbladig växtart som beskrevs av Jisaburo Ohwi. Cynoglossum alpestre ingår i släktet hundtungor, och familjen strävbladiga växter. Inga underarter finns listade i Catalogue of Life.